# John Mearsheimer
John Joseph Mearsheimer (* 14. prosince 1947 New York) je americký politolog, filosof a teoretik realistické teorie mezinárodních vztahů. Je profesorem na Chicagské univerzitě.
Jeho nejznámější prací je odborná publikace o izralské lobby v zahraniční politice Spojených států Israel Lobby and U.S. Foreign Policy. Byl členem americké Rady pro mezinárodní vztahy.
John Mearsheimer je známý svojí neorealistickou teorií interakce velmocí, která popisuje mezinárodní anarchii, ve které se každá velmoc přirozeně snaží o dosažení svojí hegemonie.